# ナショナル航空193便着水事故
ナショナル航空193便着水事故は、1978年5月8日にアメリカ合衆国で発生した航空事故である。
マイアミからペンサコーラへ向かっていたナショナル航空193便（ボーイング727-235）が、ペンサコーラ地域空港への着陸進入中に空港手前の水深12フィートの湾に着水し、乗員乗客58人中3人が死亡した。

## 事故の経緯
ペンサコーラ地域空港の滑走路16の計器着陸装置（ILS）は滑走路工事に伴い1978年1月から停止しており、代わりに滑走路25への非精密進入が利用可能だった。193便が進入を開始する前に、管制から双発のビーチクラフト機が高度450フィート (140 m)で雲底を下に抜けたとの通知があった。滑走路25に進入する場合の最低降下高度は480フィート (150 m)だったので、193便の副操縦士は懸念を覚え、ビーチクラフト機の進入は規定違反だと機長に話した。また、先行していたイースタン航空便も雲で滑走路を見失ったため着陸復行するとの通知が管制からあった。

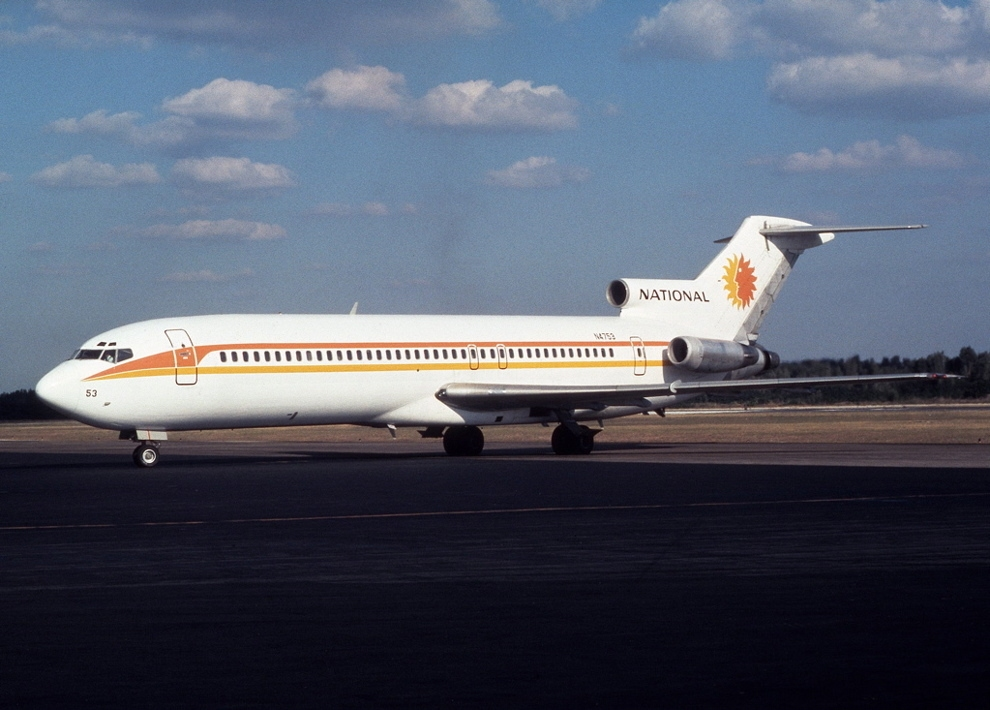
同型機のボーイング727

進入開始後、副操縦士は高度の読み上げと進入状況の口頭確認を怠った。対地接近警報(GPWS)が鳴ったので機長が高度計を見ると、表示は1,500フィート (460 m)であり、副操縦士もまだ高度1,000フィート (300 m)以上あると考え、警報は降下率が高いせいだろうと機長に伝えた。しかしこれは機長の誤読で、FDRによれば実際の高度は500フィート (150 m)しかなかった。操縦桿を引いて降下角を緩めると警報が止まったので、機長は問題が解決したと思ったが、実はこれは航空機関士が警報を切ったせいだった。航空機関士は警報の鳴動時点で高度700フィート (210 m)だと計器から読んだが、警報が大音量だったため会話がままならず、機長から指示されたと勘違いして警報のスイッチを一旦切ってから入れ直した。彼はスイッチを入れ直した時点でGPWSの鳴動条件が依然満たされていれば再び鳴るものだろうと思っていたが、これ以後警報は鳴らなかった。
乗員は警報に気を取られてか、最低降下高度を割ったことに気付かず、GPWSを切ってから9秒後に193便はエスカンビア湾に飛び込んだ。湾内のタグボートなどが救助に当ったが、乗客52人中3人が死亡した。

## 事故原因
連邦航空局のスポークスマンは事故当時、霧が出ていたものの視程は4マイルと十分あり、問題なかったはずだと話した。
墜落の要因として、パイロットの準備不足があげられた。機長と副操縦士は滑走路16が閉鎖されていることを知っていたが、二人ともそれを忘れていた。滑走路25はVASISが稼動しており情報を利用可能だったが、パイロットはこれを知らなかった。
他の要因として、レーダー管制の不手際が挙げられた。連邦航空局(FAA)の規定では、レーダー管制による進入誘導に当っては、乗員の負担を減らすため滑走路から最低でも8海里 (15 km)地点で最終進入を開始するよう誘導すべきだったが、管制官が距離を誤認した結果、193便が最終進入に乗るための針路を指示されたのは滑走路まで5海里 (9.3 km)となった時点であり、実際に最終旋回を終えたのは滑走路への距離が4海里 (7.4 km)を切ってから6秒後だった。NTSBの報告書では、管制官が「機長が本来の飛行手順に沿って着陸準備することが不可能な状況を作り出した」と指摘している。
管制官とパイロット達は進入中、とても忙しくなってしまった。副操縦士は体内の感覚的に、1000フィートに達していないと思い、1000フィートのコールを行わなかった。パイロット同士のコミュニケーションの問題と進入継続の決定は、降下率と高度に対して、誤った認識をもたらした。
事故後、機長と副操縦士、航空機関士は乗務から外され、しばらくして解雇された。NTSBの調査官に対して3人は全員、高度計の値を読み違えたと証言した。

### 避難について
機体には、救命いかだと緊急時に浮具となるクッションが装備されていなかった。少なくとも24人の乗員乗客が、クッションは浮くものであると思っていた。14人の乗客が避難のためにそれらを使用したが、クッションは浮かなかったと後に証言した。
モビール・ダウンタウンからペンサコーラへのフライトが洋上飛行ではないので、規定によりモビール・ダウンタウン離陸時には、救命胴衣の場所と使用方法は説明されなかった。そのため、多くの乗客が救命胴衣の場所や着用方法などを知らなかった。